# Suzuki Across
Suzuki Across – hybrydowy samochód osobowy typu SUV klasy średniej produkowany pod japońską marką Suzuki od 2020 roku. 

## Historia i opis modelu

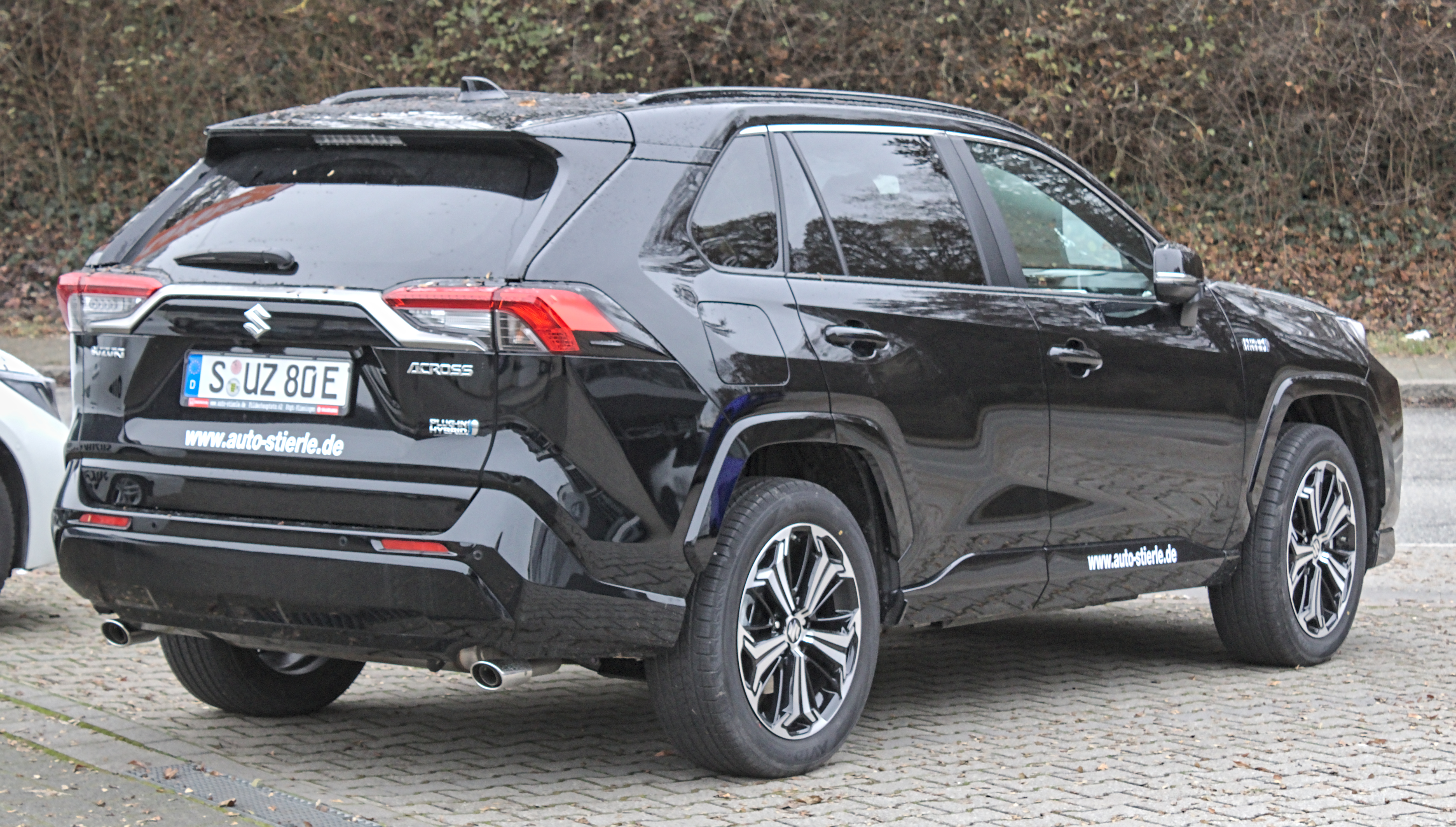
Suzuki Across - tył

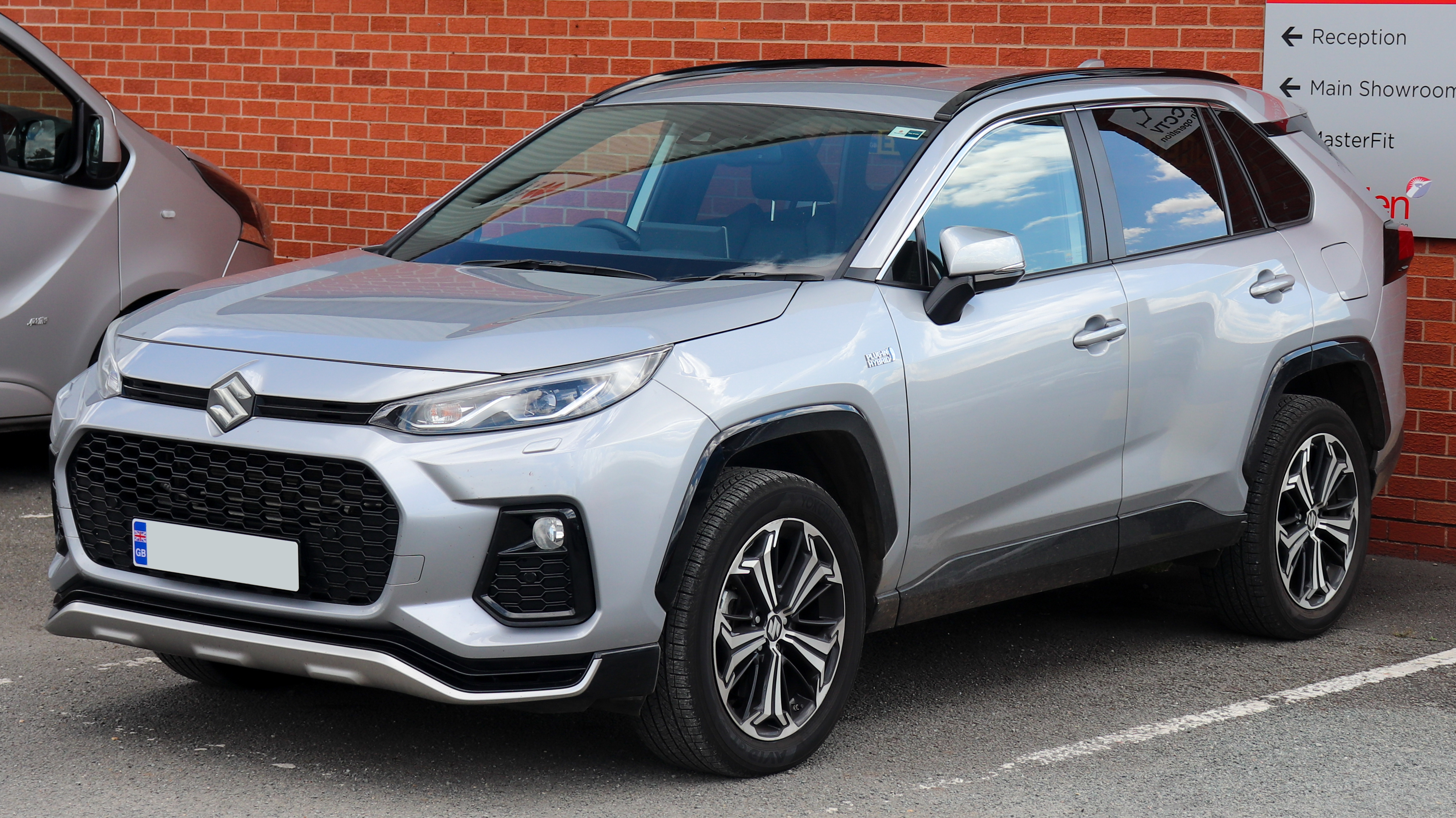
Suzuki Across w Wielkiej Brytanii

W marcu 2019 roku Suzuki i Toyota zawarły sojusz kapitałowy, który obejmował współpracę na polu dzielenia się układami napędowymi, a także wzajemną wymianę konstrukcji samochodów dla uzupełnienia ofert m.in. w Europie i Indiach.
Pierwszym rezultatem sojuszu na rynku europejskim była prezentacja latem 2020 modelu Suzuki Across, będącego modelem bliźniaczym dla Toyoty RAV4 Prime. Zmiany wizualne obejmują m.in. pas przedni pojazdu z innymi reflektorami i większym wlotem powietrza, a także emblematy, wzory felg czy też inne logo na kierownicy. Samochody różnią się także wyposażeniem. Suzuki, w porównaniu do Toyoty, występuje tylko i wyłącznie w wersji hybrydowej typu plug-in i tylko z napędem na cztery koła.

### Sprzedaż
Sprzedaż Acrossa rozpoczęła się w listopadzie 2020 roku. Samochód został opracowany wyłącznie z myślą o rynku europejskim, wzbogacając ofertę Suzuki tamże. Samochód produkowany jest w zakładach Toyoty w japońskim Ōbu na tych samych liniach produkcyjnych, co bliźniacza Toyota RAV4 PHEV. Ceny Suzuki Across w Polsce wynosiły w momencie rynkowego debiutu 261 800 zł.

### Dane techniczne
Jedynym oferowanym wariantem napędowym Suzuki Across jest układ hybrydowy typu plug-in konstrukcji Toyoty. Łączy on silnik benzynowy o pojemności 2,5 litra z dwoma silnikami elektrycznymi. Układ współtworzy akumulator o pojemności 18,1 kWh z możliwością ładowania z gniazdka, który zapewnia zasięg na samym prądzie do 60 kilometrów według europejskiej normy pomiaru WLTP. Łączna moc układu to 306 KM, co czyni model Across najmocniejszym oferowanym w Europie pojazdem Suzuki.